# 9.º Regimiento de la Fuerza Aérea de Artillería
El 9.° Regimiento de la Fuerza Aérea de Artillería (Luftwaffen-Artillerie-Regiment. 9) fue una unidad militar de la Luftwaffe durante la Segunda Guerra Mundial.

## Historia
Formada en octubre de 1942 en Arys. El 1 de noviembre de 1943 tomada por el ejército y renombrado 9.° Regimiento de Artillería (L), excepto el IV Batallón que se convirtió en el I./2.° Regimiento Antiaéreo.

## Comandantes
- Coronel Rudolf Schiffer – (octubre de 1942 – enero de 1943)
- Teniente coronel Engelbert Massing – (enero de 1943 – 1 de noviembre de 1943)

## Orden de Batalla
Organización
- I. 1-4, II. 5-8, III. 9-11, IV. 12-15; 1.-4. Columna de Transporte Ligera.
- Sirvió bajo la 9.ª División de Campo de la Fuerza Aérea.